# Против правил
Против правил (срп. Против правила) је четврти студијски албум руског поп певача Диме Билана који је објављен 2008.

## Списак композиција
На албуму се налазе следеће песме: